# آيتشي (سقز)
قرية آيتشي (بالكردية: ئایچی) هي إحدى القرى التابعة لـتموغه في ريف قسم مركزي من مقاطعة سقز، في محافظة كردستان الإيرانية.

## السكان
حسب إحصاءات سنة 2006، بلغ إجمالي السكان في آيتشي 769 نسمة وعدد المساكن 151 مسكن. لغة سكان آيتشي هي اللغة الكردية وهم من أهل السنة والجماعة والمذهب الشافعي.